# Crossopriza illizi
Crossopriza illizi (лат.) — вид пауков-сенокосцев рода Crossopriza (Smeringopinae, Pholcidae). Распространён в Алжире. Назван по месту обнаружения (провинция Illizi; Iherir; 25,41° N, 8,41° E, юго-восточный Алжир).

## Описание
Мелкие пауки-сенокосцы, длина тела 3,6 мм, ширина карапакса 1,25 мм, длина ног до 2,5 см. Карапакс бледно-охристо-жёлтый, медиально более тёмный (коричневый; глазная область только заднекоричневая); стернум светло-коричневый с темно-коричневыми радиальными метками; ноги бледно-охристо-жёлтые, без тёмных колец, с небольшими чёрными метками на бёдрах и голенях; брюшко бледно-охристо-серое, с небольшими тёмными метками дорсально, особенно на заднем конце; вентрально с большой тёмно-коричневой меткой перед гонопором, тремя продольными метками за гонопором и темно-коричневой областью на спиннерах. Биология не исследована.

## Систематика
Вид был впервые описан в 2022 году в ходе исследования разнообразия пауков Центральной Азии, проведённого немецким арахнологом Бернхардом Хубером (Bernhard Huber, Alexander Koenig Research Museum of Zoology, Бонн, Германия). Отличается от близких видов формой дистального бульбального склерита (отчётливые гребни на пролатеральной стороне), хелицерами самцов с модифицированными волосками на лобной поверхности (также присутствуют, но более дистально у Crossopriza dhofar); от многих сородичей также гениталиями самок (эпигинум с удлинёнными карманами; округлые поровые пластинки далеко друг от друга; похож на Crossopriza soudanensis).